# Maryam Hassouni
 (décembre 2014).
Si vous disposez d'ouvrages ou d'articles de référence ou si vous connaissez des sites web de qualité traitant du thème abordé ici, merci de compléter l'article en donnant les références utiles à sa vérifiabilité et en les liant à la section « Notes et références ».
Maryam Hassouni, née le 21 septembre 1985 à Amsterdam (Pays-Bas), est une actrice néerlandaise d'origine marocaine.

## Biographie
Née à Amsterdam de parents marocains. Elle a un petit frère et une petite sœur. En 2003, elle reçoit son havodiploma et se lance dans la muséologie jusqu'en 2005. Au lycée, elle assiste à des cours de théâtre pendant trois ans. Elle a étudié le droit à l'Université d'Amsterdam. Voulant se lancer dans le cinéma, elle préfère terminer ses études jusqu'au jour où elle devient officiellement actrice.

## Récompenses
- 2006 - Emmy Award Beste Actrice[2],[3]
- 2013 - Meest Sexy Vegetariër

## Film
- 2005 : Offers (nl) : Laïla
- 2006 : Blondje : Figurante
- 2007 : Kicks (nl) : Aalijah
- 2008 : Dunya en Desie in Marokko (nl) : Dunya
- 2008 : Anubis en het pad der 7 zonden (nl) : Charlotte
- 2008 : One night stand: Liefde, dank je wel : Naïma
- 2010 : Golakani Kirkuk - The Flowers of Kirkuk : Rim
- 2012 : Doodslag (nl) : Amira
- 2012 : En op een goede dag : Alia
- 2013 : Soof (nl) : Najat
- 2022 : Meskina

## Séries Télévisées
- 2002 : Dunya en Desie (nl) : Dunya
- 2007 : Shouf Shouf! (nl) : Samira Saleh
- 2007 : Allemaal FILM (nl) : Elle-même
- 2009 : Verborgen gebreken (nl) : Mouna Chabbar
- 2011 : Flikken Maastricht : Rebecca
- 2012 : Van God Los (nl) : Naïma

## Musique
- 2008 - Uit elkaar (Clip de Yes-R)